# هتل دریکات
هتل دریکات (به انگلیسی: Draycott Hotel) یک هتل پنج ستاره است که در نزدیکی میدان اسلون، در منطقه سلطنتی کنزینگتون و چلسی شهر لندن قرار دارد. پیرس برازنان و گری اولدمن از جمله میهمانان مشهور این هتل هستند.